# Widows
Widows és una pel·lícula de thriller neo-noir del 2018 dirigida per Steve McQueen a partir d'un guió de Gillian Flynn i McQueen, basada en la sèrie de televisió homònima de 1983. La trama se centra en quatre dones de Chicago intenten robar cinc milions a un polític local per saldar un deute criminal causat pels seus marits morts en un atracament fallit. Es tracta d'una coproducció britànico-estatunidenca. La pel·lícula és protagonitzada per Viola Davis, Michelle Rodriguez i Elizabeth Debicki en els papers principals juntament amb Cynthia Erivo (en el seu debut cinematogràfic), Colin Farrell, Brian Tyree Henry, Daniel Kaluuya, Jacki Weaver, Carrie Coon, Robert Duvall i Liam Neeson en un repartiment secundari coral. S'ha doblat i subtitulat al català.
Es va estrenar al Festival Internacional de Cinema de Toronto el 8 de setembre de 2018 i va arribar als cinemes del Regne Unit el 6 de novembre de 2018 i els dels Estats Units el 16 de novembre a càrrec de 20th Century Fox. La pel·lícula va rebre elogis de la crítica, amb lloances a la direcció, el muntatge, el guió i les interpretacions (especialment les de Davis, Debicki i Kaluuya), i els crítics van alabar la barreja de «temes dramàtics amb emocions fortes». La pel·lícula va recaptar 76 milions de dòlars a tot el món amb un pressupost de producció de 42 milions i va ser nominada a diversos premis, entre les quals la nominació de Davis al BAFTA a la millor actriu.